# Saint-Édouard-de-Fabre
Saint-Édouard-de-Fabre eller kort Fabre är en kommun av typen socken (municipalité de paroisse) i provinsen Québec i Kanada, vars huvudort är byn Fabre. Den ligger i regionen Abitibi-Témiscamingue, i den sydöstra delen av landet, 300 km nordväst om huvudstaden Ottawa. Antalet invånare var 671 vid folkräkningen 2021. Landarean är 190 kvadratkilometer.